# Матильда (графиня Ретеля)
Матильда (Mathilde de Rethel) (ок. 1090—1150) — графиня Ретеля с 1124.
Дочь Гуго I де Ретеля и Мелисенды де Монлери.
В 1124 году умер её брат Жерве — граф Ретеля. К тому времени другой брат король Иерусалима Бодуэн дю Бур уже много лет находился в Святой земле и возвращаться не собирался. Поэтому Ретель унаследовала Матильда.
Она с ок. 1105 г. была замужем за Эдом, шателеном де Витри, внучатым племянником Вильгельма Завоевателя. Дети — сын Итье (ум. после 1159), и четыре дочери, из которых по имени известна одна — Иветта.
Французский историк средневековья Арно Боден (Arnaud Baudin) утверждает , что Эд де Витри по старости лет удалился в монастырь Сен-Ван де Верден, где и умер до 1132 года. А соправителем Матильды стал её сын Итье, который уже в 1127 году, при жизни родителей, назван графом Ретеля.